# Discografia de JAM Project
A discografia de JAM Project consiste em 7 álbuns de estúdio, 1 álbum ao vivo, 22 compilações, e 73 singles. O JAM Project é uma banda japonesa de anison fundada no ano 2000, composta por Hironobu Kageyama, Masaaki Endoh, Hiroshi Kitadani, Masami Okui, Yoshiki Fukuyama e o brasileiro Ricardo Cruz. A banda faz inúmeras músicas para animes, séries de tokusatsu e jogos de vídeo game, e após lançar uma boa quantidade, junta essas canções e lança uma coletânea com o título "Best Collection". O grupo também faz álbuns autorais e DVDs/Blurays de suas turnês. Eles são bem conhecidos por músicas das franquias Super Robot Wars, GARO, e One Punch-Man.

## Álbuns

### Álbuns de estúdio
| Título                                                                                 | Detalhes | Melhores posições atingidas | Melhores posições atingidas | Fontes        |
| Título                                                                                 | Detalhes | Oricon                      | Billboard Japan             | Fontes        |
| -------------------------------------------------------------------------------------- | --- | --------------------------- | --------------------------- | ------------- |
| JAM First Process                                                                      | - Lançado: 21 de março de 2002 - Gravadora: Victor Entertainment - Formato: CD - Catálogo: VICL-60843         | —                           | —                           | [ 5 ]         |
| Maximizer ~Decade of Evolution~                                                        | - Lançado: 9 de junho de 2010 - Gravadora: Lantis - Formatos: CD, download digital - Catálogo: LACA-15001     | 18ª                         | 21ª                         | [ 6 ] [ 7 ]   |
| Thumb Rise Again                                                                       | - Lançado: 23 de outubro de 2013 - Gravadora: Lantis - Formatos: CD, download digital - Catálogo: LACA-15340  | 21ª                         | 22ª                         | [ 8 ] [ 9 ]   |
| Area Z                                                                                 | - Lançado: 29 de junho de 2016 - Gravadora: Lantis - Formatos: CD, download digital - Catálogo: LACA-15555    | 23ª                         | 24ª                         | [ 10 ] [ 11 ] |
| Tokyo Dive                                                                             | - Lançado: 18 de outubro de 2017 - Gravadora: Lantis - Formatos: CD, download digital - Catálogo: LACA-15670  | 24ª                         | 23ª                         | [ 12 ] [ 13 ] |
| The Age of Dragon Knights                                                              | - Lançado: 1º de janeiro de 2020 - Gravadora: Lantis - Formatos: CD, download digital - Catálogo: LACA-15796  | 40ª                         | 18ª                         | [ 14 ] [ 15 ] |
| The Judgement                                                                          | - Lançado: 28 de setembro de 2022 - Gravadora: Lantis - Formatos: CD, download digital - Catálogo: LACA-25007 | 41ª                         | 38ª                         | [ 16 ] [ 17 ] |
| "—" denota álbuns que não entraram nas paradas musicais ou não foram lançados no país. | |                             |                             |               |

### Álbum ao vivo
| Título         | Detalhes | Melhores posições atingidas | Melhores posições atingidas | Fontes        |
| Título         | Detalhes | Oricon                      | Billboard Japan             | Fontes        |
| -------------- | --- | --------------------------- | --------------------------- | ------------- |
| Victoria Cross | - Lançado: 6 de abril de 2011 - Gravadora: Lantis - Formatos: CD, download digital - Catálogo: LACA-15100 - Obs.: Também lançado em DVD | 38ª                         | 34ª                         | [ 18 ] [ 19 ] |

### Coletâneas

#### Best Collections
| Título                                                                                 | Detalhes | Melhores posições atingidas | Melhores posições atingidas | Fontes        |
| Título                                                                                 | Detalhes | Oricon                      | Billboard Japan             | Fontes        |
| -------------------------------------------------------------------------------------- | --- | --------------------------- | --------------------------- | ------------- |
| Best Project ~JAM Project Best Collection~                                             | - Lançado: 6 de março de 2002 - Gravadora: Lantis - Formatos: CD - Catálogo: LACA-5092                        | —                           | —                           | [ 20 ]        |
| Freedom ~JAM Project Best Collection II~                                               | - Lançado: 3 de setembro de 2003 - Gravadora: Lantis - Formatos: CD - Catálogo: LACA-5200                     | —                           | —                           | [ 21 ]        |
| JAM-ISM ~JAM Project Best Collection III~                                              | - Lançado: 23 de setembro de 2004 - Gravadora: Lantis - Formatos: CD, download digital - Catálogo: LACA-5320  | —                           | —                           | [ 22 ]        |
| Olympia ~JAM Project Best Collection IV~                                               | - Lançado: 5 de abril de 2006 - Gravadora: Lantis - Formatos: CD, download digital - Catálogo: LACA-5500      | 37ª                         | —                           | [ 23 ]        |
| Big Bang ~JAM Project Best Collection V~                                               | - Lançado: 4 de julho de 2007 - Gravadora: Lantis - Formatos: CD, download digital - Catálogo: LACA-5650      | 39ª                         | —                           | [ 24 ]        |
| Get over the Border ~JAM Project Best Collection VI~                                   | - Lançado: 6 de agosto de 2008 - Gravadora: Lantis - Formatos: CD, download digital - Catálogo: LACA-5795     | 24ª                         | 54ª                         | [ 25 ] [ 26 ] |
| Seventh Explosion ~JAM Project Best Collection VII~                                    | - Lançado: 25 de novembro de 2009 - Gravadora: Lantis - Formatos: CD, download digital - Catálogo: LACA-5980  | 38ª                         | 50ª                         | [ 27 ] [ 28 ] |
| Going ~JAM Project Best Collection VIII~                                               | - Lançado: 11 de maio de 2011 - Gravadora: Lantis - Formatos: CD, download digital - Catálogo: LACA-15120     | 12ª                         | 9ª                          | [ 29 ] [ 30 ] |
| The Monsters ~JAM Project Best Collection IX~                                          | - Lançado: 14 de novembro de 2012 - Gravadora: Lantis - Formatos: CD, download digital - Catálogo: LACA-15250 | 24ª                         | 21ª                         | [ 31 ] [ 32 ] |
| X Cures Earth ~JAM Project Best Collection X~                                          | - Lançado: 2 de julho de 2014 - Gravadora: Lantis - Formatos: CD, download digital - Catálogo: LACA-15420     | 28ª                         | 26ª                         | [ 33 ] [ 34 ] |
| X less force ~JAM Project Best Collection XI~                                          | - Lançado: 17 de junho de 2015 - Gravadora: Lantis - Formatos: CD, download digital - Catálogo: LACA-15490    | 21ª                         | 18ª                         | [ 35 ] [ 36 ] |
| Thunderbird ~JAM Project Best Collection XII~                                          | - Lançado: 2 de novembro de 2016 - Gravadora: Lantis - Formatos: CD, download digital - Catálogo: LACA-15600  | 30ª                         | 25ª                         | [ 37 ] [ 38 ] |
| A-Rock ~JAM Project Best Collection XIII~                                              | - Lançado: 31 de outubro de 2018 - Gravadora: Lantis - Formatos: CD, download digital - Catálogo: LACA-15743  | 24ª                         | 19ª                         | [ 39 ] [ 40 ] |
| Max the Max ~JAM Project Best Collection XIV~                                          | - Lançado: 27 de julho de 2022 - Gravadora: Lantis - Formatos: CD, download digital - Catálogo: LACA-15999    | 47ª                         | 42ª                         | [ 41 ] [ 42 ] |
| Final Countdown 〜JAM Project Best Collection XV〜                                     | - Lançado: 16 de julho de 2025 - Gravadora: Earkth - Formatos: CD, download digital - Catálogo: ERK-3011      | 21ª                         | 21ª                         | [ 43 ] [ 44 ] |
| "—" denota álbuns que não entraram nas paradas musicais ou não foram lançados no país. | |                             |                             |               |

#### Outras coletâneas:
| Título                                                                                 | Detalhes                                                                                       | Melhores posições atingidas | Melhores posições atingidas | Fontes |
| Título                                                                                 | Detalhes                                                                                       | Oricon                      | Billboard Japan             | Fontes |
| -------------------------------------------------------------------------------------- | ---------------------------------------------------------------------------------------------- | --------------------------- | --------------------------- | ------ |
| Yomigaeru Sora - Rescue Wings – Emblem                                                 | - Lançado: 8 de março de 2006 - Gravadora: Lantis - Formato: CD - Catálogo: LACA-5488          | —                           | —                           | [ 45 ] |
| JAM Project World Flight 2008 Best Selection                                           | - Lançado: 8 de outubro de 2008 - Gravadora: Lantis - Formato: CD - Catálogo: LZM-2007         | —                           | —                           | [ 46 ] |
| SUPER ROBOT WARS JAM Project SONGS                                                     | - Lançado: 25 de dezembro de 2008 - Gravadora: Lantis - Formato: CD - Catálogo: LACA-5845      | —                           | —                           | [ 47 ] |
| JAM Project 10th Anniversary Complete Box                                              | - Lançado: 22 de dezembro de 2010 - Gravadora: Lantis - Formato: caixa - Catálogo: LACA-9190/6 | 43ª                         | —                           | [ 48 ] |
| Super Robot Wars x Jam Project Opening Theme Collection Album Max The Power            | - Lançado: 26 de dezembro de 2012 - Gravadora: Lantis - Formato: CD - Catálogo: LACA-15270     | 65ª                         | —                           | [ 49 ] |
| JAM Project 15th Anniversary Strong Best Motto! Motto!!                                | - Lançado: 9 de setembro de 2015 - Gravadora: Lantis - Formato: CD - Catálogo: LACA-15500      | 15ª                         | —                           | [ 50 ] |
| JAM Project 15th Anniversary STRONG BOX                                                | - Lançado: 9 de setembro de 2015 - Gravadora: Lantis - Formato: caixa - Catálogo: LACA-35500   | 15ª                         | —                           | [ 51 ] |
| JAM Project 20th Anniversary Complete BOX                                              | - Lançado: 1 de janeiro de 2020 - Gravadora: Lantis - Formato: caixa - Catálogo: LACA-9700/20  | —                           | 29ª                         | [ 52 ] |
| "—" denota álbuns que não entraram nas paradas musicais ou não foram lançados no país. |                                                                                                |                             |                             |        |

## Singles
| Título                                         | Detalhes do single | Posição em rankings | Posição em rankings | Álbum               | Fonte           |
| Título                                         | Detalhes do single | Oricon              | Billboard Japan     | Álbum               | Fonte           |
| ---------------------------------------------- | --- | ------------------- | ------------------- | ------------------- | --------------- |
| "Kaze ni Nare"                                 | - Lançamento: 26 de julho de 2000 - Gravadora: Lantis - Formatos: CD - Catálogo: LADA-1002 - Anime: ÉX-Driver                                                      | -                   | -                   | Best Project        | [ 53 ]          |
| "Danger Zone"                                  | - Lançamento: 22 de novembro de 2000 - Gravadora: Lantis - Formatos: CD - Catálogo: LACM-4002 - Anime: ÉX-Driver - Obs.: com Rie Miyajima                          | -                   | -                   | Best Project        | [ 54 ]          |
| "Storm"                                        | - Lançamento: 21 de dezembro de 2000 - Gravadora: Lantis - Formatos: CD - Catálogo: LADA-1006 - Anime: Shin Getter Robo vs Neo Getter Robo                         | -                   | -                   | Best Project        | [ 55 ]          |
| "Soultaker"                                    | - Lançamento: 21 de abril de 2001 - Gravadora: Victor Entertainment - Formatos: CD - Catálogo: VICL-35252 - Anime: The SoulTaker                                   | -                   | -                   | Best Project        | [ 56 ]          |
| "Hagane no Messiah"                            | - Lançamento: 25 de abril de 2001 - Gravadora: Lantis - Formatos: CD - Catálogo: LACM-4010 - Jogo: Super Robot Wars α Gaiden                                       | -                   | -                   | Best Project        | [ 57 ]          |
| "Fire Wars/Tornado"                            | - Lançamento: 29 de setembro de 2001 - Gravadora: Lantis - Formatos: CD - Catálogo: LACM-4027 - Anime: Mazinkaiser                                                 | -                   | -                   | Best Project        | [ 58 ]          |
| "Crush Gear Fight"                             | - Lançamento: 30 de outubro de 2001 - Gravadora: Lantis - Formatos: CD - Catálogo: LACM-4032 - Anime: Gekitou! Crush Gear TURBO                                    | -                   | -                   | Best Project        | [ 59 ]          |
| "Over the Top!"                                | - Lançamento: 30 de outubro de 2001 - Gravadora: Lantis - Formatos: CD - Catálogo: LACM-4034 - Jogo: Kikou Busou G-Breaker Legend of Cloudia                       | -                   | -                   | Best Project        | [ 60 ]          |
| "Lady Fighter"                                 | - Lançamento: 29 de novembro de 2001 - Gravadora: Lantis - Formatos: CD - Catálogo: LACM-4037 - Jogo: SUNRISE Eiyuutan 2                                           | -                   | -                   | Best Project        | [ 61 ]          |
| "Kaze no EAGLE"                                | - Lançamento: 3 de abril de 2002 - Gravadora: Lantis - Formatos: CD - Catálogo: LACM-4050 - Anime: Gekitou! Crush Gear TURBO                                       | -                   | -                   | Freedom             | [ 62 ]          |
| "Go/Departure"                                 | - Lançamento: 24 de abril de 2002 - Gravadora: Lantis - Formatos: CD - Catálogo: LACM-4051 - Jogo: Super Robot Wars IMPACT                                         | -                   | -                   | Freedom             | [ 63 ]          |
| "Get Up Crush Fighter"                         | - Lançamento: 24 de julho de 2002 - Gravadora: Lantis - Formatos: CD - Catálogo: LACM-4066 - Anime: Gekitou! Crush Gear TURBO: Kaizabaan no Chousen                | -                   | -                   | Freedom             | [ 64 ]          |
| "Nageki no Rosario"                            | - Lançamento: 23 de outubro de 2002 - Gravadora: Lantis - Formatos: CD - Catálogo: LACM-4075 - Anime: Gravion                                                      | -                   | -                   | Freedom             | [ 65 ]          |
| "SKILL"                                        | - Lançamento: 23 de abril de 2003 - Gravadora: Lantis - Formatos: CD - Catálogo: LACM-4090 - Jogo: Super Robot Wars α II                                           | 25ª                 | -                   | Freedom             | [ 66 ]          |
| "Little Wing"                                  | - Lançamento: 30 de abril de 2003 - Gravadora: Lantis - Formatos: CD - Catálogo: LACM-4089 - Animes: Scrapped Princess e Galaxy Angel A/AA                         | 45ª                 | -                   | Freedom             | [ 67 ]          |
| "The Gate of the Hell"                         | - Lançamento: 26 de agosto de 2003 - Gravadora: Lantis - Formatos: CD - Catálogo: LACM-4098 - Anime: Mazinkaiser: Shitou! Ankoku Daishougun                        | -                   | -                   | JAM-ISM             | [ 68 ]          |
| "Destination"                                  | - Lançamento: 26 de setembro de 2003 - Gravadora: Lantis - Formatos: CD - Catálogo: LACM-4105 - Jogo: Sunrise World War                                            | -                   | -                   | JAM-ISM             | [ 69 ]          |
| "Kurenai no Kiba"                              | - Lançamento: 21 de janeiro de 2004 - Gravadora: Lantis - Formatos: CD - Catálogo: LACM-4119 - Anime: Gravion Zwei                                                 | 37ª                 | -                   | JAM-ISM             | [ 70 ]          |
| "Victory"                                      | - Lançamento: 21 de abril de 2004 - Gravadora: Lantis - Formatos: CD - Catálogo: LACM-4127 - Jogo: Super Robot Wars MX                                             | 38ª                 | -                   | JAM-ISM             | [ 71 ]          |
| "Dragon"                                       | - Lançamento: 21 de abril de 2004 - Gravadora: Lantis - Formatos: CD - Catálogo: LACM-4128 - Anime: New Getter Robo                                                | -                   | -                   | JAM-ISM             | [ 72 ]          |
| "Voyager"                                      | - Lançamento: 26 de maio de 2004 - Gravadora: Lantis - Formatos: CD - Catálogo: LACM-4133 - Anime: Panda-Z: The Robonimation                                       | -                   | -                   | JAM-ISM             | [ 73 ]          |
| "Genkai Battle"                                | - Lançamento: 26 de novembro de 2004 - Gravadora: Lantis - Formatos: CD - Catálogo: LACM-4165 - Anime: Yu-Gi-Oh! Duel Monsters GX                                  | -                   | -                   | Olympia             | [ 74 ]          |
| "Meikyuu no Prisoner"                          | - Lançamento: 22 de junho de 2005 - Gravadora: Lantis - Formatos: CD - Catálogo: LACM-4195 - Anime: Super Robot Wars ORIGINAL GENERATION THE ANIMATION             | -                   | -                   | Olympia             | [ 75 ]          |
| "GONG/Brother in faith"                        | - Lançamento: 3 de agosto de 2005 - Gravadora: Lantis - Formatos: CD - Catálogo: LACM-4210 - Jogo: Super Robot Wars α III                                          | 22ª                 | -                   | Olympia             | [ 76 ]          |
| "Garo ~Savior in the Dark~"                    | - Lançamento: 25 de junho de 2006 - Gravadora: Lantis - Formatos: CD - Catálogo: LACM-4225 - Série: GARO                                                           | 41ª                 | -                   | Olympia             | [ 77 ]          |
| "Break Out"                                    | - Lançamento: 1º de novembro de 2006 - Gravadora: Lantis - Formatos: CD - Catálogo: LACM-4310 - Anime: Super Robot Wars Original Generation: Divine Wars           | 24ª                 | -                   | Big Bang            | [ 78 ]          |
| "Rising Force"                                 | - Lançamento: 21 de fevereiro de 2007 - Gravadora: Lantis - Formatos: CD - Catálogo: LACM-4344 - Anime: Super Robot Wars Original Generation: Divine Wars          | 40ª                 | -                   | Big Bang            | [ 79 ]          |
| "Divine Love"                                  | - Lançamento: 5 de abril de 2007 - Gravadora: Lantis - Formatos: CD - Catálogo: LACM-4361 - Anime: Saint Beast                                                     | -                   | -                   | Big Bang            | [ 80 ]          |
| "STORMBRINGER"                                 | - Lançamento: 25 de abril de 2007 - Gravadora: Lantis - Formatos: CD - Catálogo: LACM-4360 - Anime: Koutetsushin Jeeg                                              | 71ª                 | -                   | Big Bang            | [ 81 ]          |
| "Rocks"                                        | - Lançamento: 8 de agosto de 2007 - Gravadora: Lantis - Formatos: CD - Catálogo: LACM-4400 - Jogo: Super Robot Wars OG: Original Generations                       | 36ª                 | -                   | Get over the Border | [ 82 ]          |
| "No Border"                                    | - Lançamento: 23 de janeiro de 2008 - Gravadora: Lantis - Formatos: CD - Catálogo: LACM-4452                                                                       | 44ª                 | 91ª                 | Get over the Border | [ 83 ] [ 84 ]   |
| 'Crest of "Z's"'                               | - Lançamento: 26 de setembro de 2008 - Gravadora: Lantis - Formatos: CD - Catálogo: LACM-4530 - Jogo: Super Robot Wars Z                                           | 40ª                 | 55ª                 | Seventh Explosion   | [ 85 ] [ 86 ]   |
| "Hello Darwin! ~Koukishin on Demand~"          | - Lançamento: 22 de outubro de 2008 - Gravadora: Lantis - Formatos: CD - Catálogo: LACM-4536 - Anime: Sgt. Frog                                                    | 76ª                 | 88ª                 | Seventh Explosion   | [ 87 ] [ 88 ]   |
| "Space Roller Coaster GO GO!"                  | - Lançamento: 4 de março de 2009 - Gravadora: Lantis - Formatos: CD - Catálogo: LACM-4576 - Anime: Kero 0: Shuppatsu da yo! Zenin Shuugou! - Obs.: com NICE GIRL μ | 115ª                | -                   | Seventh Explosion   | [ 81 ]          |
| "Rescue Fire"                                  | - Lançamento: 27 de maio de 2009 - Gravadora: Lantis - Formatos: CD - Catálogo: LACM-4617 - Série: Tomica Hero: Rescue Fire                                        | 62ª                 | 72ª                 | Seventh Explosion   | [ 81 ] [ 89 ]   |
| "Shugoshin - The guardian"                     | - Lançamento: 5 de agosto de 2009 - Gravadora: Lantis - Formatos: CD - Catálogo: LACM-4632 - Anime: Mazinger Edition Z: The Impact!                                | 45ª                 | 47ª                 | Seventh Explosion   | [ 90 ] [ 91 ]   |
| "Battle No Limit!"                             | - Lançamento: 7 de outubro de 2009 - Gravadora: Lantis - Formatos: CD - Catálogo: LACM-4654 - Anime: Battle Spirits: Shounen Gekiha Dan                            | 56ª                 | 62ª                 | Seventh Explosion   | [ 81 ] [ 92 ]   |
| "Bouken Ou ~Across the Legendary kingdom~"     | - Lançamento: 28 de outubro de 2009 - Gravadora: Lantis - Formatos: CD - Catálogo: LACM-4661 - Jogo: Ragnarök Online                                               | 18ª                 | 53ª                 | Going               | [ 93 ] [ 94 ]   |
| "Bakuchin Kanryou! Rescue Fire"                | - Lançamento: 11 de novembro de 2009 - Gravadora: Lantis - Formatos: CD - Catálogo: LACM-4666 - Série: Tomica Hero: Rescue Fire                                    | 62ª                 | 78ª                 | Going               | [ 81 ] [ 95 ]   |
| "TRANSFORMERS EVO."                            | - Lançamento: 21 de abril de 2010 - Gravadora: Lantis - Formatos: CD - Catálogo: LACM-4705 - Anime: Transformers Animated                                          | 47ª                 | 52ª                 | Going               | [ 96 ] [ 97 ]   |
| "Maxon"                                        | - Lançamento: 27 de outubro de 2010 - Gravadora: Lantis - Formatos: CD - Catálogo: LACM-4750 - Anime: Super Robot Wars OG -The Inspector-                          | 36ª                 | 38ª                 | Going               | [ 98 ] [ 99 ]   |
| "Vanguard"                                     | - Lançamento: 23 de fevereiro de 2011 - Gravadora: Lantis - Formatos: CD - Catálogo: LACM-4790 - Anime: CARDFIGHT! Vanguard                                        | 53ª                 | 47ª                 | Going               | [ 81 ] [ 100 ]  |
| "Noah"                                         | - Lançamento: 27 de abril de 2011 - Gravadora: Lantis - Formatos: CD - Catálogo: LACM-4803 - Jogo: Super Robot Wars Z II Hakai-hen                                 | 40ª                 | 38ª                 | The Monsters        | [ 101 ] [ 102 ] |
| "Believe in my existence"                      | - Lançamento: 5 de outubro de 2011 - Gravadora: Lantis - Formatos: CD - Catálogo: LACM-4860 - Anime: CARDFIGHT! Vanguard                                           | 19ª                 | 16ª                 | The Monsters        | [ 103 ] [ 104 ] |
| "Waga Na wa Garo"                              | - Lançamento: 25 de janeiro de 2012 - Gravadora: Lantis - Formatos: CD - Catálogo: LACM-4896 - Série: GARO ~MAKAISENKI~                                            | 22ª                 | 24ª                 | The Monsters        | [ 105 ] [ 106 ] |
| "Limit Break"                                  | - Lançamento: 25 de abril de 2012 - Gravadora: Lantis - Formatos: CD - Catálogo: LACM-4922 - Anime: CARDFIGHT! Vanguard Asia Circuit-hen                           | 42ª                 | 36ª                 | The Monsters        | [ 107 ] [ 108 ] |
| "Hagane no Resistance"                         | - Lançamento: 23 de maio de 2012 - Gravadora: Lantis - Formatos: CD - Catálogo: LACM-4923 - Jogo: Super Robot Wars Z II Saisei-hen                                 | 41ª                 | 33ª                 | The Monsters        | [ 109 ] [ 110 ] |
| "Wings of the legend"                          | - Lançamento: 5 de dezembro 2012 - Gravadora: Lantis - Formatos: CD - Catálogo: LACM-14040 - Jogo: Super Robot Wars OG II                                          | 37ª                 | 38ª                 | X Cures Earth       | [ 111 ] [ 112 ] |
| "Yume Sketch"                                  | - Lançamento: 30 de janeiro de 2013 - Gravadora: Lantis - Formatos: CD - Catálogo: LACM-14050 - Anime: Bakuman                                                     | 75ª                 | 71ª                 | X Cures Earth       | [ 81 ] [ 113 ]  |
| "R.I.P ~Tomo yo Shizuka ni Nemure~"            | - Lançamento: 10 de julho de 2013 - Gravadora: Lantis - Formatos: CD - Catálogo: LACM-14100 - Anime: Dairokushou "Toutatsu! Dai-magellan"                          | 51ª                 | 50ª                 | X Cures Earth       | [ 81 ] [ 114 ]  |
| "Isshoku Sokuhatsu ~Trigger of Crises~"        | - Lançamento: 24 de julho de 2013 - Gravadora: Lantis - Formatos: CD - Catálogo: LACM-14120 - Série: Garo: Yami wo Terasu Mono - Filme: Garo: A Flauta Secreta     | 46ª                 | 41ª                 | X Cures Earth       | [ 115 ] [ 116 ] |
| "Breakthrough"                                 | - Lançamento: 30 de abril de 2014 - Gravadora: Lantis - Formatos: CD - Catálogo: LACM-14210 - Anime: Nobunaga the Fool                                             | 44ª                 | 41ª                 | X less Force        | [ 117 ] [ 118 ] |
| "Rebellion ~Hangyaku no Senshitachi~"          | - Lançamento: 30 de abril de 2014 - Gravadora: Lantis - Formatos: CD - Catálogo: LACM-14209 - Jogo: Super Robot Wars Z III Jigoku-hen                              | 40ª                 | 35ª                 | X less Force        | [ 119 ] [ 118 ] |
| "Raiga ~Tusk of thunder~"                      | - Lançamento: 6 de agosto de 2014 - Gravadora: Lantis - Formatos: CD - Catálogo: LACM-14270 - Série: Garo: Makai no Hana - Filme: ZERO: Black Blood                | 53ª                 | 48ª                 | X less Force        | [ 81 ] [ 120 ]  |
| "Honoo no Kokuin -DIVINE FLAME-"               | - Lançamento: 22 de outubro de 2014 - Gravadora: Lantis - Formatos: CD - Catálogo: LACM-14280 - Anime: Garo: The Animation                                         | 52ª                 | 55ª                 | X less Force        | [ 81 ] [ 121 ]  |
| "B.B."                                         | - Lançamento: 11 de fevereiro de 2015 - Gravadora: Lantis - Formatos: CD - Catálogo: LACM-14300 - Anime: Garo: The Animation                                       | 62ª                 | 60ª                 | Thunderbird         | [ 81 ] [ 122 ]  |
| "Kessen the Final Round"                       | - Lançamento: 22 de abril de 2015 - Gravadora: Lantis - Formatos: CD - Catálogo: LACM-14340 - Jogo: Super Robot Wars Z III Tengoku-hen                             | 54ª                 | 49ª                 | Thunderbird         | [ 81 ] [ 123 ]  |
| "EMERGE ~Shikkoku no Tsubasa~"                 | - Lançamento: 22 de julho de 2015 - Gravadora: Lantis - Formatos: CD - Catálogo: LACM-14370 - Série: GARO: Gold Storm Sho                                          | 76ª                 | 70ª                 | Thunderbird         | [ 124 ] [ 125 ] |
| "THE HERO! ~Ikareru Kobushi ni Hi wo Tsukero~" | - Lançamento: 21 de outubro de 2015 - Gravadora: Lantis - Formatos: CD - Catálogo: LACM-14405 - Anime: One Punch-Man                                               | 19ª                 | 17ª                 | Thunderbird         | [ 126 ] [ 127 ] |
| "Guren no Tsuki ~Kakusareshi Yami Monogatari~" | - Lançamento: 23 de dezembro de 2015 - Gravadora: Lantis - Formatos: CD - Catálogo: LACM-14425 - Anime: GARO -Guren no Tsuki-                                      | 44ª                 | 43ª                 | Thunderbird         | [ 128 ] [ 129 ] |
| "Gekka"                                        | - Lançamento: 10 de fevereiro de 2016 - Gravadora: Lantis - Formatos: CD - Catálogo: LACM-14450 - Anime: GARO -Guren no Tsuki-                                     | 65ª                 | 66ª                 | Thunderbird         | [ 124 ] [ 130 ] |
| "Shining Storm ~Rekka no Gotoku~"              | - Lançamento: 27 de julho de 2016 - Gravadora: Lantis - Formatos: CD - Catálogo: LACM-14515 - Jogo: Super Robot Wars OG: The Moon Dwellers                         | 70ª                 | 73ª                 | Thunderbird         | [ 124 ] [ 131 ] |
| "The Brave"                                    | - Lançamento: 2 de novembro de 2016 - Gravadora: Lantis - Formatos: CD - Catálogo: LACM-14550 - Série: Yuusha Yoshihiko to Michibikareshi Nananin                  | 50ª                 | 47ª                 | A-Rock              | [ 132 ] [ 133 ] |
| "Dragonflame"                                  | - Lançamento: 15 de fevereiro de 2017 - Gravadora: Lantis - Formatos: CD - Catálogo: LACM-14575 - Série: ZERO: Dragon Blood                                        | 70ª                 | 78ª                 | A-Rock              | [ 124 ] [ 134 ] |
| "The Exceeder/New Blue"                        | - Lançamento: 1º de março de 2017 - Gravadora: Lantis - Formatos: CD - Catálogo: LACM-14580 - Jogo: Super Robot Wars V                                             | 61ª                 | 61ª                 | A-Rock              | [ 124 ] [ 135 ] |
| "Hagane no Warriors"                           | - Lançamento: 25 de abril de 2018 - Gravadora: Lantis - Formatos: CD - Catálogo: LACM-14740 - Jogo: Super Robot Wars X                                             | 62ª                 | 62ª                 | A-Rock              | [ 124 ] [ 136 ] |
| "Tread on the Tiger's Tail"                    | - Lançamento: 24 de abril de 2019 - Gravadora: Lantis - Formatos: CD - Catálogo: LACM-14856 - Jogos: Super Robot Wars T e Super Robot Wars DD                      | 60ª                 | 50ª                 | Max the Max         | [ 137 ] [ 138 ] |
| "Seijaku no Apostle"                           | - Lançamento: 24 de abril de 2019 - Gravadora: Lantis - Formatos: CD - Catálogo: LACM-14854 - Anime: One Punch-Man                                                 | 50ª                 | 42ª                 | Max the Max         | [ 139 ] [ 138 ] |
| "Bloodlines ~Unmei no Kettou~"                 | - Lançamento: 14 de julho de 2021 - Gravadora: Lantis - Formatos: CD - Catálogo: LACM-24126 - Anime: Getter Robo Arc                                               | 42ª                 | 43ª                 | Max the Max         | [ 140 ] [ 141 ] |
| "Dragon 2021"                                  | - Lançamento: 27 de outubro de 2021 - Gravadora: Lantis - Formatos: digital - Catálogo: LZC-2071 - Anime: Getter Robo Arc                                          | -                   | 71ª (download)      | Max the Max         | [ 142 ] [ 143 ] |
| "STORM 2021"                                   | - Lançamento: 26 de novembro de 2021 - Gravadora: Lantis - Formatos: digital - Catálogo: LZC-2072 - Anime: Getter Robo Arc                                         | -                   | 61ª (download)      | Max the Max         | [ 144 ] [ 145 ] |
| "Drei Kreuz ~Hagane no Survivor~"              | - Lançamento: 22 de dezembro de 2021 - Gravadora: Lantis - Formatos: CD - Catálogo: LACM-24225 - Jogo: Super Robot Wars 30                                         | 38ª                 | 45ª                 | Max the Max         | [ 146 ] [ 147 ] |
| "Akatsuki wo Ute"                              | - Lançamento: 2 de novembro de 2022 - Gravadora: Lantis - Formatos: CD - Catálogo: LACM-24305 - Série: Muv-Luv Alternative                                         | 38ª                 | 39ª                 | Final Countdown     | [ 148 ] [ 149 ] |
| "Over the MAX 〜Tamashii no Keisho〜"          | - Lançamento: 19 de outubro de 2022 - Gravadora: Earkth - Formatos: Digital - Catálogo: LZC-2274 - Programa: G1 CLIMAX 32                                          | -                   | -                   | Final Countdown     | [ 150 ]         |
| "Tamashii no Heroes 〜Spirits of Bellmare〜"   | - Lançamento: 15 de abril de 2023 - Gravadora: Lantis - Formatos: Digital - Catálogo: LZC-2391 - Time: Shonan Bellmare                                             | -                   | -                   | Final Countdown     | [ 151 ]         |
| "One Chance"                                   | - Lançamento: 17 de julho de 2023 - Gravadora: Lantis - Formatos: Digital - Catálogo: LZC-2455 - Jogo: Super Robot Wars DD                                         | -                   | -                   | Final Countdown     | [ 152 ]         |
| "Sore wa Kegare Naki Shura no Namida"          | - Lançamento: 27 de março de 2024 - Gravadora: HS Record - Formatos: CD - Catálogo: ERK-1001 - Série: GARO: Hagane wo Tsugu Mono                                   | 33ª                 | 34ª                 | Final Countdown     | [ 153 ] [ 154 ] |
| "But still we..."                              | - Lançamento: 1 de janeiro de 2025 - Gravadora: Earkth - Formatos: Digital - Série: Super Robot Wars DD                                                            | -                   | -                   | Final Countdown     | [ 155 ]         |